# Rakel Hönnudóttir
Rakel Hönnudóttir (Akureyri, 30 dicembre 1988) è una calciatrice islandese, attaccante della nazionale islandese.

## Carriera

### Nazionale
Grazie alle sue prestazioni in campionato, Rakel Hönnudóttir viene convocata dalla federazione calcistica dell'Islanda per vestire la maglia della nazionale Under-19 nell'amichevole del 21 novembre 2006 persa per 4-0 con le pari età dell'Inghilterra. Continua a essere inserita in rosa per tutto l'anno successivo, impiegata al Torneo La Manga e nelle qualificazioni al campionato europeo di categoria 2008.
Nel 2008 viene inserita in rosa con la nazionale maggiore, facendo il suo debutto il 9 marzo di quell'anno nell'amichevole persa per 1-0 con le avversarie dell'Inghilterra. Da allora è stata regolarmente convocata, venendo impiegata all'edizione 2008 dell'Algarve Cup e in tutte le successive, torneo dove contribuisce a raggiungere la finale nel 2011, persa con gli Stati Uniti d'America per 4-2, e due terzi posti, nel 2014 e 2016.
Viene inoltre impiegata dalle qualificazioni delle edizioni del campionato europeo contribuendo all'accesso alla fase finale in tutte le due edizioni alla quale ha partecipato, concludendo a Finlandia 2009 con l'eliminazione durante la fase a gironi e raggiungendo i quarti di finale a Svezia 2013. Manca invece la qualificazione ai mondiali di Germania 2011 e Canada 2015.

## Palmarès

### Club
- Campionato islandese: 2

Breiðablik: 2015, 2020
- Coppa d'Islanda: 2

Breiðablik: 2013, 2016